# Duranta mutisii x armata
Duranta mutisii x armata là một loài thực vật có hoa trong họ Cỏ roi ngựa. Loài này được Cham. mô tả khoa học đầu tiên năm 1984.